# 햇빛속으로
《햇빛속으로》는 MBC에서 1999년 10월 27일부터 1999년 12월 23일까지 방영된 수목 미니시리즈 드라마이다. 10대에서 20대로 넘어가는 그 무렵 반항의 절정기에 이른 젊은이들의 반란을 밝고 건강한 모습으로 그린 ‘성장 드라마’이다.

## 줄거리
부모의 이혼으로 불우한 어린 시절을 보내며 아버지가 짜놓은 인생 프로그램에 사사건건 부딪치는 인하, 어릴 때 부모를 잃고 자존심과 오기로 똘똘 뭉쳐 사는 연희, 재벌 총수의 서녀로 태어나 언제나 우울하고 불안한 수빈, 가난하고 편모 슬하라는 열등감으로 신분 상승의 기회를 놓치지 않는 명하. 이들이 가지고 있는 아픔을 어떻게 극복하고 성장하는지, 부모세대와의 화해는 어떻게 푸는지, 그리고 서로간의 사랑 이야기를 담았다.

## 등장 인물

### 주요 인물
- 차태현 : 강인하 역

부모의 이혼으로 아버지에게 남겨진다. 우울한 어린 시절을 보내며 가족과 존재에 대한 깊은 고민에 빠져 스스로 궤도를 이탈하며 방황한다. 반항적으로 사고를 치지만 아버지의 돈과 연줄로 보호되며 점점 더 깊은 방황의 늪으로 빠져든다. 그런 그 앞에 나타난 연희의 존재는 그에게 새로운 희망을 준다.
- 김현주 : 이연희 역

어릴 때 사고로 부모를 잃고 이모 밑에서 자라 가정 형편은 어렵지만 일등을 놓치지 않을 만큼 야무지다. 혼자 힘으로 어렵게 대학을 졸업하고 교사라는 오랜 꿈을 이루지만 인하와의 운명적인 만남은 그에게 희망과 절망을 차례로 준다.
- 장혁 : 한명하 역

인하의 친동생이며, 부모가 이혼한 후 태어나 카바레 가수로 초라하게 살아가는 엄마와 단 둘이 살아가고 있다. 아무런 희망도 없어 보이는 자신의 미래에 대한 불안감 때문에 무엇이든 무섭게 파고들어 끝장내는 성격으로, 공부도 운동도 싸움도 1등이다. 겉으로 활달하지만 자신의 깊은 분노는 아무에게도 들키지 않는다. 수빈을 남몰래 좋아한다.
- 김하늘 : 정수빈 역

재벌가의 서녀로, 재벌 가문의 사회적 위신 때문에 엄마와 함께 강제로 미국으로 보내졌다가 엄마의 자살로 다시 한국으로 돌아온다. 비정상적인 가족관계 속에서 닫힌 마음으로 살아가던 그는 집안과 맺어진 인하와 약혼을 하게 된다. 인하가 고등학교 단짝인 연희와 사랑하는 사이임을 알고 고민한다.

### 인하의 주변 인물
- 박근형 : 강경환 역

인하의 아버지.
- 선우용녀 : 왕주연 역

경환의 아내
- 서유정 : 강재숙 역

인하의 이복 여동생

### 연희의 주변 인물
- 김하균 : 이연희의 이모부 역

항상 사고만 치고 살며 어렵게 모은 연희의 돈도 가져간다. 좋은 사업 아이템이 있다며 언제든 돈빼낼 궁리만 하고 있다.
- 권기선 : 이연희의 이모

항상 사고만 치는 남편 때문에 편할 날이 없다. 조카인 연희를 끔찍히 사랑한다.

### 명하의 주변 인물
- 김영란 : 한은옥 역

인하와 명하의 어머니. 한때 잘 나가던 가수였고 결혼으로 은퇴하였지만 이혼 후 낳은 아들과 먹고살려고 지금은 카바레에서 가수로 활동하고 있다.
- 백윤식 : 임복돌 역

카바레 회장. 과거에는 주먹세계에 있었다. 연희에게 자서전 대필을 맡기고 있다.
- 김세준 : 김춘배 역

카바레 영업부장. 명하의 학교 선배이며 영업부장이라는 직함을 이용해 아랫사람을 괴롭힌다.

### 수빈의 주변 인물
- 김용건 : 정영건 역

수빈의 아버지
- 선우은숙 : 송순자 역

수빈의 새어머니

### 그 외 인물
| - 박종관 - 최용민 : 인하네 회사 직원 - 정한헌 - 김승욱 : 인하네 회사 직원 - 정호근 - 이종국 - 최선균 - 이병식 - 차윤회 - 유판웅 - 김각중 - 최왕순 | - 전다정(전미정) - 김상엽 - 구민지 - 박주희 - 장우승 - 정인호 - 조재혁 - 정기성 - 최재형 - 김나영 - 정대열 - 허성수 | - 송일국 - 홍은희 - 서현기 - 안현선 - 유소영 - 문회원 - 강미 - 문지원 - 서범식 - 전제혁 - 송준석 (목소리 출연) - 임유진 (목소리 출연) |

## 참고 사항
- 당초 이연희 역으로 김지수가 낙점됐지만, 강인하와 한명하 역에 각각 캐스팅하려던 김민종과 유오성이 개인사정으로 출연을 포기하자 제작진은 캐스팅 작업을 다시 시작했다.[1] 또한 김지수 역시 SBS 일요아침드라마 <달콤한 신부> 캐스팅으로 해당 작품을 고사했다. 우여곡절 끝에 차태현이 강인하에, 김현주가 이연희에, 장혁이 한명하 역으로 각각 낙점됐다.[2]
- 폭력 장면이 나오는 다른 드라마의 내용과 다를 바 없어 비난을 받았다.[3]
- 1999년 최악의 드라마 6위에 선정되는 불명예를 안았다.[4]
- 2019년 개국한 MBC ON에서 재방송되었다.